# 法國—塞爾維亞關係
法国-塞尔维亚关系是法国和塞尔维亚之间的外交关系。法国第三共和国和塞尔维亚王国于1879年1月18日建立外交关系。这两个国家都是联合国、欧洲理事会、和平伙伴关系和欧洲安全与合作组织的成员。在1999年北约轰炸南斯拉夫造成的短暂中断后，法国与塞尔维亚（当时的南斯拉夫联邦共和国）的外交关系于2000年11月16日恢复。自2006年以来，塞尔维亚一直是法语国家及地区国际组织的观察员。此外，法国是欧盟成员国，塞尔维亚是欧盟候选国。有7万到10万塞尔维亚后裔居住在法国。
法国总统上一次对塞尔维亚进行正式访问是在2019年7月，当时法国国家元首埃马纽埃尔·马克龙访问了塞尔维亚。

## 历史
塞尔维亚和法国历来关系密切。1999年，法国参与了北约对南斯拉夫的轰炸和科索沃战争，这对塞尔维亚造成了严重冲击，但自2000年以来，这种情况一直在改善。

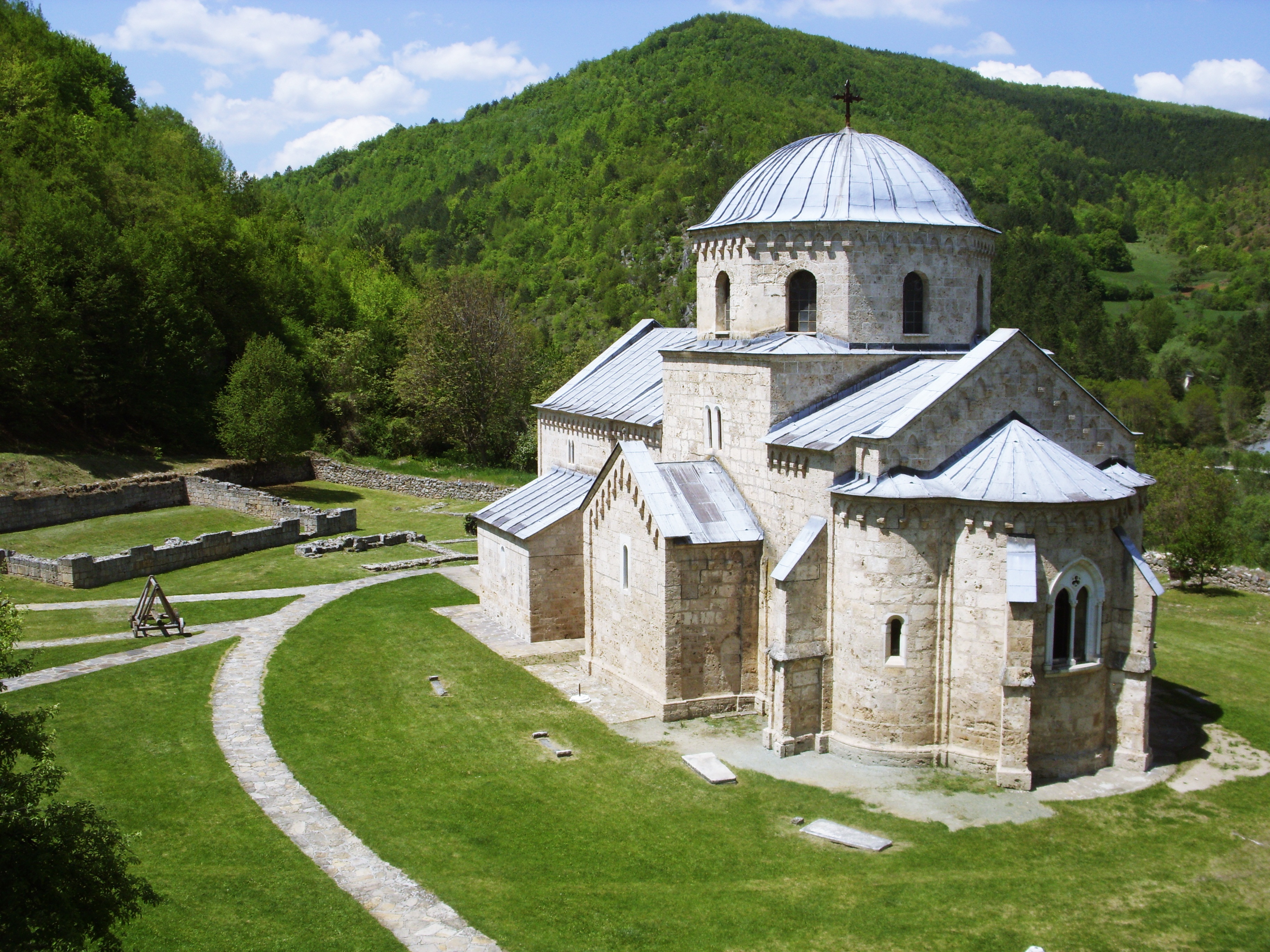
法国出生的塞尔维亚安茹公主海伦在13世纪建立了格拉达克修道院

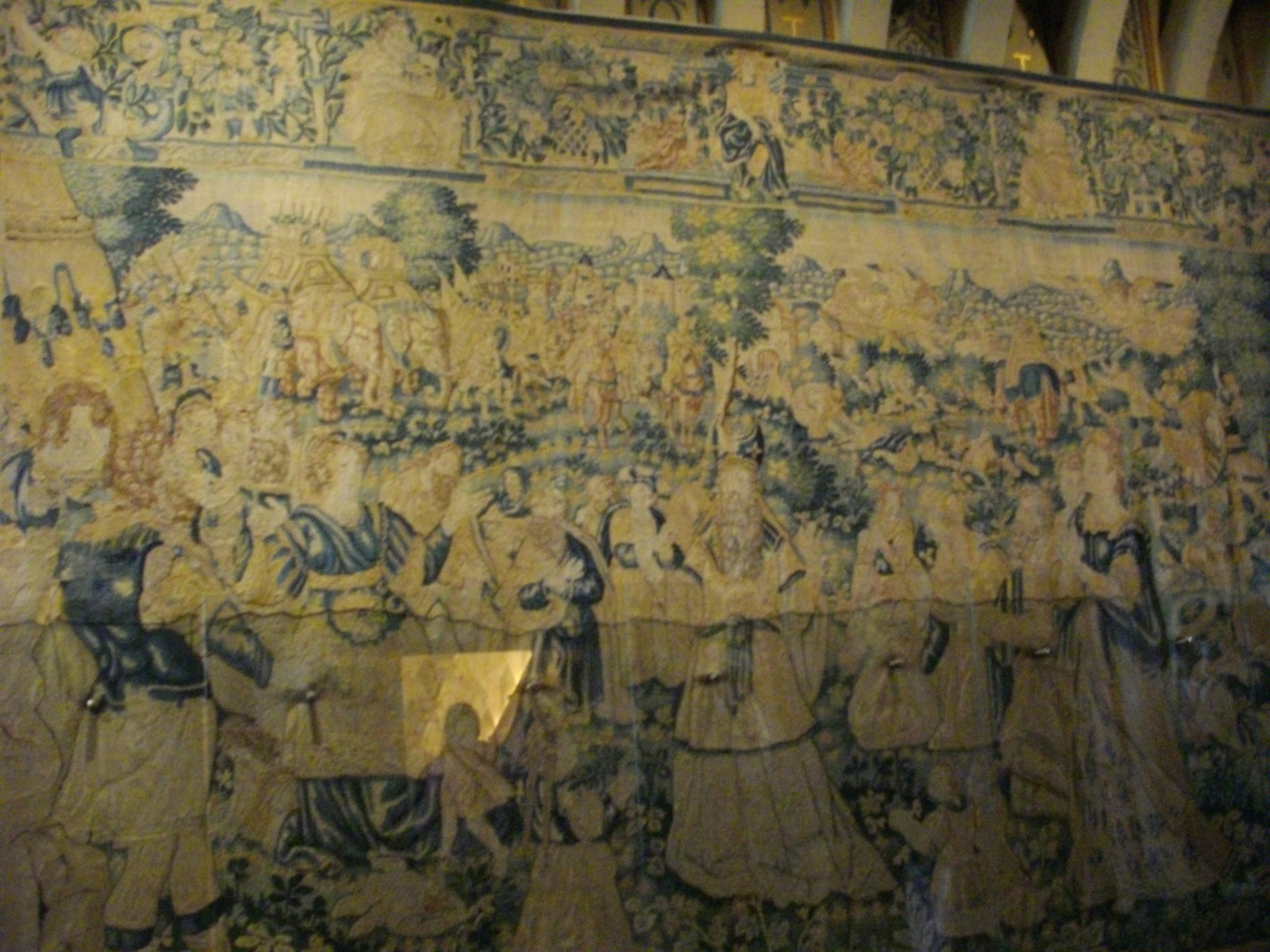
法国文艺复兴时期的挂毯（16世纪），收藏于舍农索城堡，以科索沃战役为主题

双方之间最古老的可能接触是塞尔维亚的斯蒂芬·乌罗什一世和安茹的海伦的婚姻。 法国和塞族人的首次重要接触始于19世纪，当时法国旅行作家首次写出有关这个巴尔干国家的文章。在19世纪，塞尔维亚革命领袖卡拉乔尔杰·彼得罗维奇给拿破仑致了敬意，而在法国议会上，维克多·雨果发表讲话，要求法国协助塞尔维亚并保护塞尔维亚人免受奥斯曼帝国的荼毒。随后，两国关系迅速发展，塞尔维亚人民看到了一个伟大的新朋友——“强大的法国”，它可以保护他们免受奥斯曼帝国和哈布斯堡王朝的伤害。塞尔维亚和法国之间的关系持续改善，直到第一次世界大战，对抗共同敌人的“共同斗争”达到了顶峰。战前，法国通过修建铁路、开设法国学校、领事馆和法国银行赢得了塞尔维亚人的同情。这一时期的几位塞尔维亚国王以及大部分未来的外交官都曾在巴黎的大学学习。塞尔维亚人获得了亲法意识，因为所有这些活动使他们远离了奥斯曼和哈布斯堡帝国。直到1914年，塞尔维亚-法国联盟甚至威胁到了对俄罗斯的传统倾向。第一次世界大战期间，法国向塞尔维亚提供了大量的人道主义和军事援助，包括在战争结束时帮助撤离儿童、平民和军人，以及法国报纸头条的支持。在两次世界大战之间，德国的政治影响力变得不那么重要，法国成为南斯拉夫王国的主要影响力，法国文化受到塞尔维亚精英的青睐。

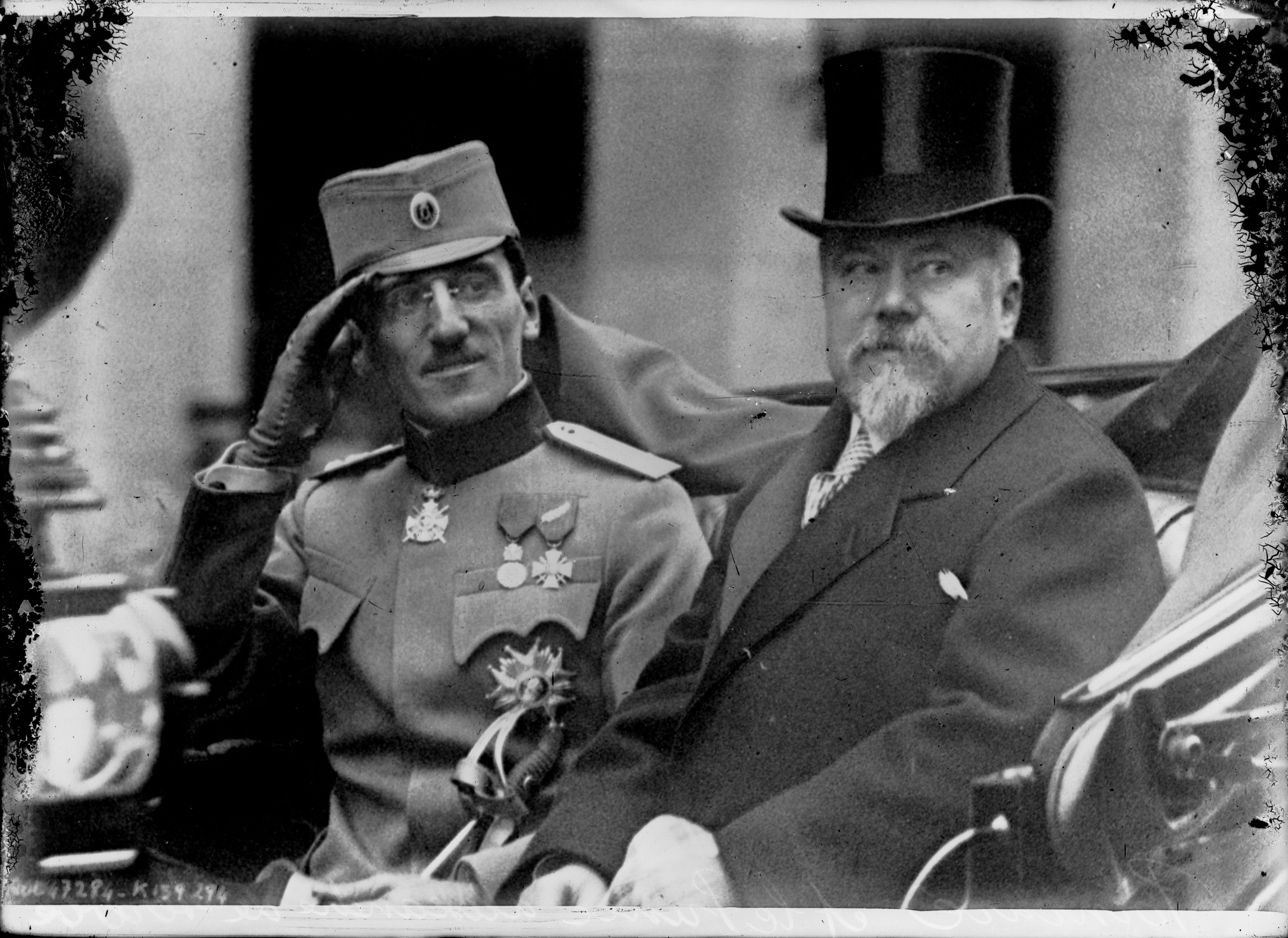
1916年，塞尔维亚摄政王亚历山大一世和法国总统雷蒙·普恩加莱

被称为“巴黎人”的四代国家精英成员在现代塞尔维亚的政治生活中发挥了重要作用。19世纪的塞尔维亚，自由主义者、进步主义者、激进分子和独立激进分子追求并塑造了现代政治原则和价值观。实施并创造性地改编法国模式和理论，“巴黎人”为塞尔维亚的民主化和欧洲化做出了贡献，并在一战前法国对其政治和文化的影响中占据了显赫的地位。此外，许多著名的塞尔维亚画家在法国接受教育并工作，主要是在巴黎。在整个两次世界大战期间，法语是学校里的第二语言，在塞尔维亚王国，法语是第二语言。
法国的影响在借鉴法国模式的文学作品中是显而易见的。这种影响被解释为“法国和塞尔维亚的心理和法语和塞尔维亚的语言之间有很强的精神相似性”，它在“贝尔格莱德风格”的创造中发挥了根本作用。
一些法国游客写道：“塞尔维亚是世界上最亲法的国家。”

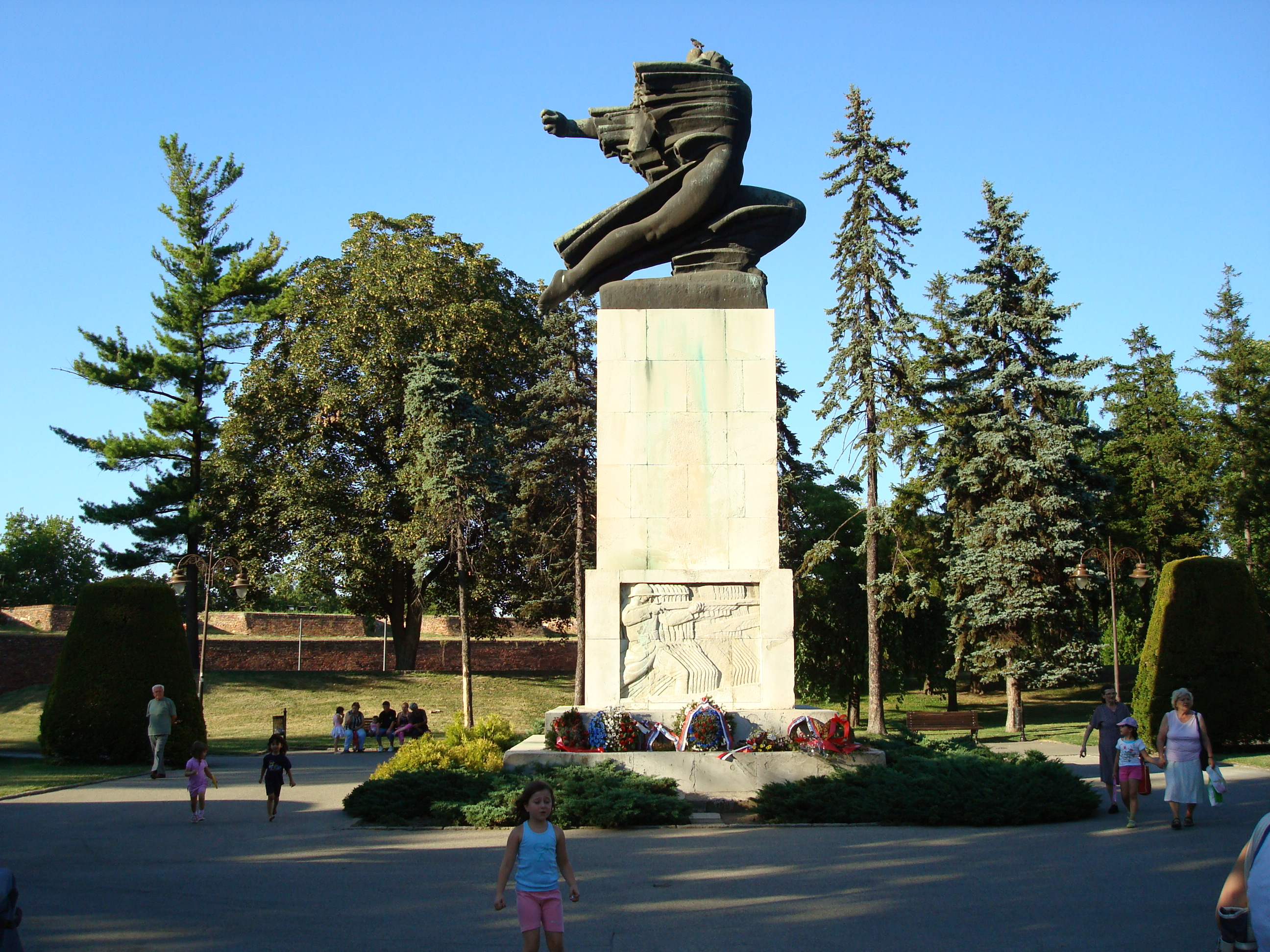
1930年，南斯拉夫雕塑家伊万·梅斯托洛维奇的作品在贝尔格莱德中央的卡勒梅丹公园落成

即使在今天，第一次世界大战的行动和联盟仍然在大量塞族人的集体意识中根深蒂固。1964年，南斯拉夫社会主义联邦共和国和法国签署了为期6年的双边贸易协定，该协定向南斯拉夫提供了法国向经合发组织成员国提供的同样的贸易条件，这些国家为南斯拉夫同欧洲经济共同体的关系的进一步发展作出了贡献。

### 科索沃
2008年2月17日，科索沃[a]宣布从塞尔维亚独立，法国成为最早承认科索沃独立的国家之一。维基解密的一份报告显示，法国已经明确表示，如果不承认科索沃的独立，塞尔维亚就不能加入欧盟。法国参与了1999年北约对南斯拉夫的轰炸，这导致了联合国对科索沃的管理，并最终导致了塞尔维亚不承认的独立。法国目前有1368名士兵作为北约领导的科索沃维和部队在科索沃服役。最初驻科部队有7000名法国士兵。

## 合作
随着2003年3月26日签署《国家间条约继承协定》，两国之间巩固条约地位的程序已经完成。 在条约中，最重要的是：《保护投资协定》（1974年）； 《避免双重征税协定》（1974年）； 《社会保障公约》（1950年）； 《文化合作协定》（1964年）； 公路运输协定（1964年）。2005年，两国贸易额为4538.27亿美元。2011年4月，塞尔维亚总统鲍里斯·塔迪奇和法国总统萨科齐在巴黎签署了一份政治宣言，旨在支持塞尔维亚加入欧盟。2024年8月29日，塞爾維亞签署购买12架法国阵风战机的协议。

## 常驻外交使团
- 法国在贝尔格莱德设有大使馆。
- 塞尔维亚在巴黎设有大使馆，在斯特拉斯堡设有总领事馆。

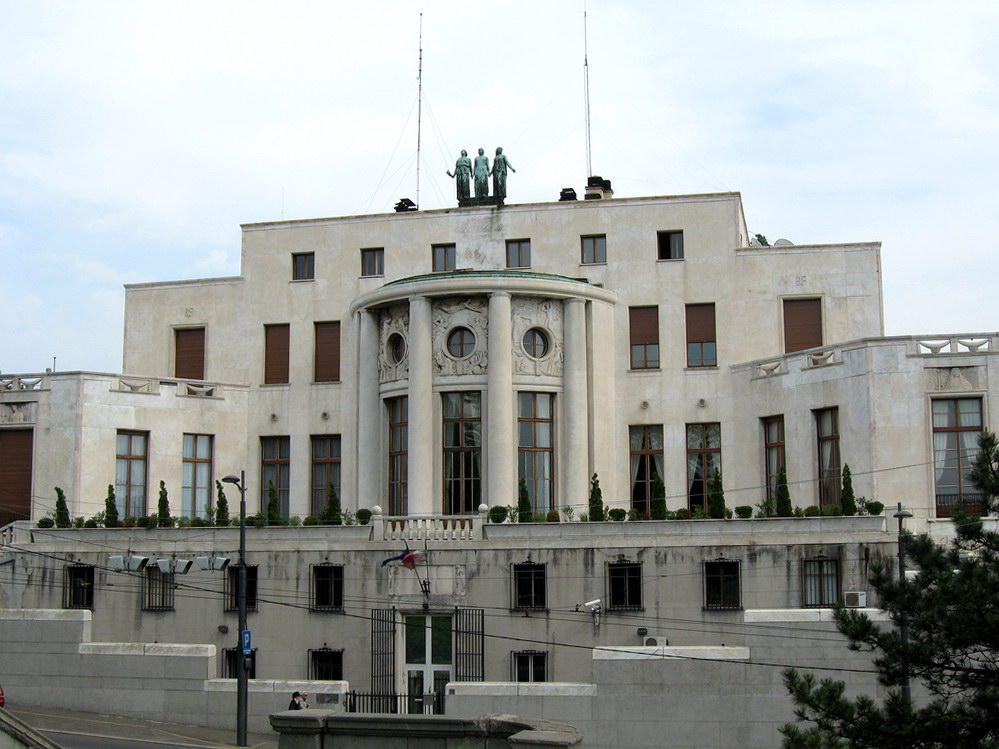
法国驻贝尔格莱德大使馆
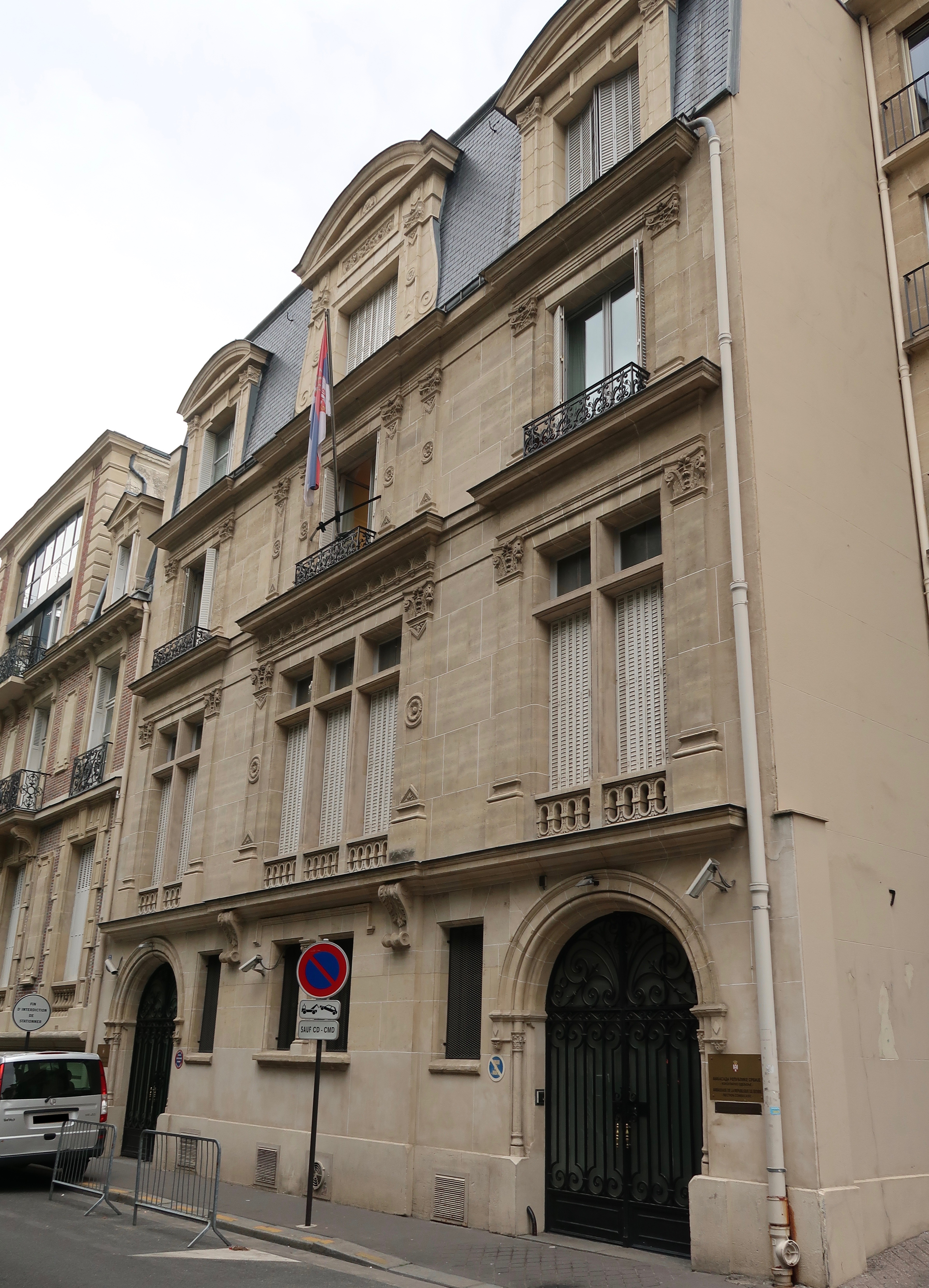
塞尔维亚驻巴黎大使馆